# Football aux Jeux olympiques de 1920
Navigation
Stockholm 1912 Paris 1924

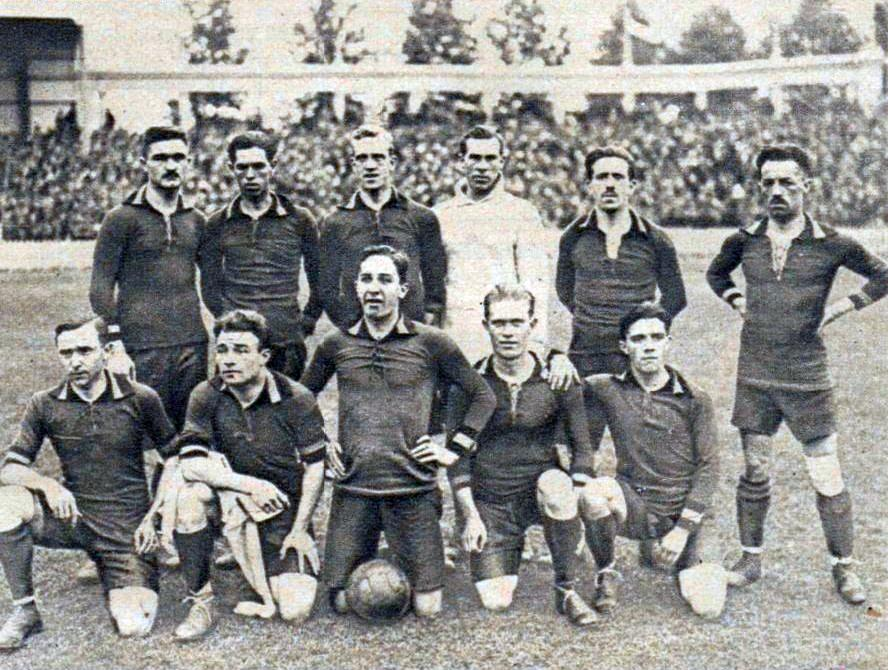
L'équipe de Belgique de football championne olympique en 1920 à Anvers.

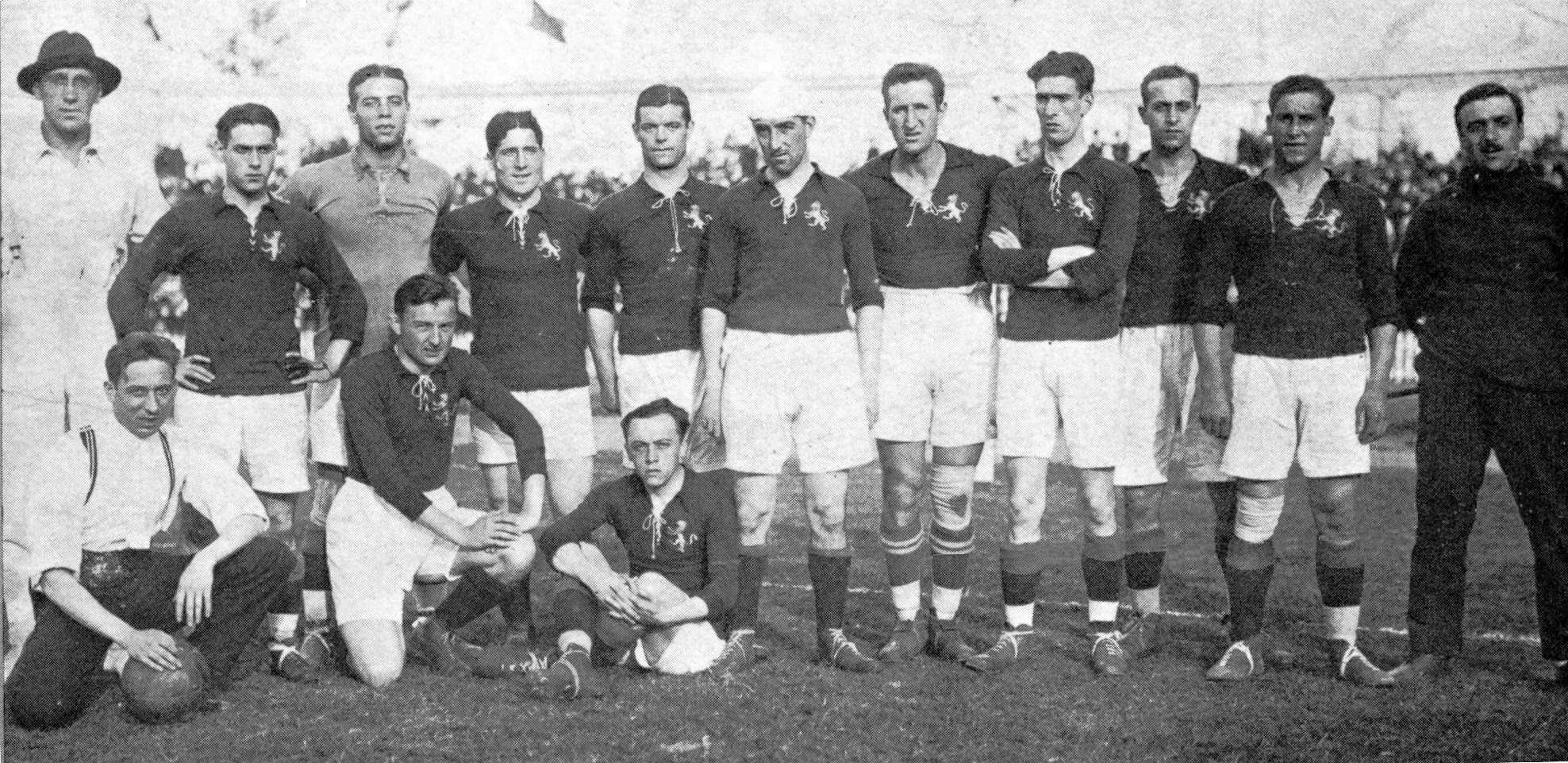
L'équipe d'Espagne vice-championne olympique (G. à D. Belauste, Acedo, Zamora, Artola, Arabolaza, «Pichichi», Arrate, Eguiazábal, Vázquez, Sancho et Paco Bru le sélectionneur).

Le tournoi de football des Jeux olympiques d'Anvers de 1920 s'est déroulé du 28 août au 5 septembre 1920.
La Belgique remporte la médaille d'or à domicile. Il s'agit, à ce jour, du seul titre majeur remporté par l'équipe de Belgique de football.

## Palmarès
| Épreuves          | Or       | Argent  | Bronze   |
| ----------------- | -------- | ------- | -------- |
| Football masculin | Belgique | Espagne | Pays-Bas |

## Arbitres
| Pays            | Noms                                                                              |
| --------------- | --------------------------------------------------------------------------------- |
| Belgique        | Charles Barette, Henry Christophe, Georges Hubrecht, Paul Putz, Raphaël van Praag |
| France          | Louis Fourgous                                                                    |
| Royaume-Uni     | John Lewis                                                                        |
| Italie          | Giovanni Mauro                                                                    |
| Pays-Bas        | Willem Eymers, Johannes Mutters                                                   |
| Tchécoslovaquie | Josef Fanta                                                                       |

## Participants
Quinze pays se sont engagés pour le tournoi de football de ces Jeux olympiques, dont pour la première fois une nation non-européenne : l'Égypte. La Pologne a envisagé sa participation mais en raison de la guerre soviéto-polonaise elle ne s'est finalement pas inscrite. La Belgique est la seule équipe exemptée de premier tour. Cependant la France est également au repos au premier tour car son adversaire, la Suisse, déclare forfait la veille du match. Le nombre de joueurs par équipe est fixé à un maximum de 22.
La Grèce participe au tournoi sous l'égide d'une autorité différente de la fédération grecque de football d'aujourd'hui. Même si la FIFA la considère comme « équipe A grecque », la fédération grecque, fondée six ans plus tard, ignore officiellement cette participation aux Jeux olympiques de 1920.
Plus de 227 joueurs sont sélectionnés et 189 prennent part à au moins un match.
| Équipes         | Joueurs engagés | Joueurs participants |
| --------------- | --------------- | -------------------- |
| Égypte          | 11              | 11                   |
| Belgique        | 22              | 14                   |
| Danemark        | 18              | 11                   |
| Espagne         | 19              | 18                   |
| France          | 11              | 11                   |
| Grande-Bretagne | 20              | 11                   |
| Grèce           | 11              | 11                   |
| Italie          | 21              | 21                   |
| Luxembourg      | 11              | 11                   |
| Norvège         | 17              | 16                   |
| Pays-Bas        | 21              | 14                   |
| Suède           | 13              | 12                   |
| Tchécoslovaquie | 15              | 14                   |
| Yougoslavie     | 17              | 14                   |
| Suisse          | ??              | 0                    |

## Tournoi pour la médaille d'or

### Premier tour
| 28 août 1920 | Yougoslavie | 0 - 7 | Tchécoslovaquie                                      | Stadion Broodstraat, Anvers                     |                                                 |
|              |             |       | 20e 46e 79e Vanik · 34e 50e 75e Janda · 43e Sedlacek | Spectateurs : 600 Arbitrage : Raphaël van Praag | Spectateurs : 600 Arbitrage : Raphaël van Praag |
|              | Rapport     |       |                                                      | Spectateurs : 600 Arbitrage : Raphaël van Praag | Spectateurs : 600 Arbitrage : Raphaël van Praag |

| 28 août 1920 | Danemark | 0 - 1 | Espagne       | La Butte, Bruxelles                           |                                               |
|              |          |       | 54e Arabolaza | Spectateurs : 3 000 Arbitrage : Willem Eymers | Spectateurs : 3 000 Arbitrage : Willem Eymers |
|              | Rapport  |       |               | Spectateurs : 3 000 Arbitrage : Willem Eymers | Spectateurs : 3 000 Arbitrage : Willem Eymers |

| 28 août 1920 | Italie                      | 2 – 1 | Égypte    | Stade Jules Otten, Gand                   |                                           |
|              | Baloncieri 25e · Brezzi 57e |       | 30e Osman | Spectateurs : 2 000 Arbitrage : Paul Putz | Spectateurs : 2 000 Arbitrage : Paul Putz |
|              | Rapport                     |       |           | Spectateurs : 2 000 Arbitrage : Paul Putz | Spectateurs : 2 000 Arbitrage : Paul Putz |

| 28 août 1920 | Grande-Bretagne | 1 - 3 | Norvège                          | Stade olympique, Anvers                          |                                                  |
|              | Nicholas 25e    |       | 13e 51e Gundersen · 63e Wilhelms | Spectateurs : 5 000 Arbitrage : Johannes Mutters | Spectateurs : 5 000 Arbitrage : Johannes Mutters |
|              | Rapport         |       |                                  | Spectateurs : 5 000 Arbitrage : Johannes Mutters | Spectateurs : 5 000 Arbitrage : Johannes Mutters |

| 28 août 1920 | Pays-Bas                           | 3 – 0 | Luxembourg | La Butte, Bruxelles                              |                                                  |
|              | J. Bulder 30e · Groosjohan 47e 85e |       |            | Spectateurs : 3 000 Arbitrage : Georges Hubrecht | Spectateurs : 3 000 Arbitrage : Georges Hubrecht |
|              | Rapport                            |       |            | Spectateurs : 3 000 Arbitrage : Georges Hubrecht | Spectateurs : 3 000 Arbitrage : Georges Hubrecht |

| 28 août 1920 | Suède                                                                  | 9 – 0 | Grèce | Stade olympique, Anvers                         |                                                 |
|              | Olsson 4e 79e · Karlsson 15e 20e 21e 51e 85e · Wicksell 25e · Dahl 31e |       |       | Spectateurs : 5 000 Arbitrage : Charles Barette | Spectateurs : 5 000 Arbitrage : Charles Barette |
|              | Rapport                                                                |       |       | Spectateurs : 5 000 Arbitrage : Charles Barette | Spectateurs : 5 000 Arbitrage : Charles Barette |

| 28 août 1920 | France | Q – forfait | Suisse | Stade Jules Otten, Gand |  |
|              |        |             |        |                         |  |

Exempt :
 Belgique

### Quarts de finale
| 29 août 1920 | Pays-Bas                                                       | 5 – 4 ap | Suède                                    | Stadion Broodstraat, Anvers                 |                                             |
|              | Groosjohan 10e 57e · J. Bulder 44e 88e (pen.) · de Natris 115e |          | 16e 32e Karlsson · 20e Olsson · 72e Dahl | Spectateurs : 5 000 Arbitrage : Josef Fanta | Spectateurs : 5 000 Arbitrage : Josef Fanta |
|              | Rapport                                                        |          |                                          | Spectateurs : 5 000 Arbitrage : Josef Fanta | Spectateurs : 5 000 Arbitrage : Josef Fanta |

| 29 août 1920 | Tchécoslovaquie              | 4 – 0 | Norvège | La Butte, Bruxelles                             |                                                 |
|              | Vanik 8e · Janda 17e 66e 77e |       |         | Spectateurs : 4 000 Arbitrage : Charles Barette | Spectateurs : 4 000 Arbitrage : Charles Barette |
|              | Rapport                      |       |         | Spectateurs : 4 000 Arbitrage : Charles Barette | Spectateurs : 4 000 Arbitrage : Charles Barette |

| 29 août 1920 | France                             | 3 – 1 | Italie            | Stade olympique, Anvers                           |                                                   |
|              | Boyer 10e · Nicolas 14e · Bard 54e |       | 33e (pen.) Brezzi | Spectateurs : 10 000 Arbitrage : Henry Christophe | Spectateurs : 10 000 Arbitrage : Henry Christophe |
|              | Rapport                            |       |                   | Spectateurs : 10 000 Arbitrage : Henry Christophe | Spectateurs : 10 000 Arbitrage : Henry Christophe |

| 29 août 1920 | Belgique           | 3 – 1 | Espagne           | Stade olympique, Anvers                           |                                                   |
|              | Coppée 11e 52e 55e |       | 62e (pen.) Arrate | Spectateurs : 18 000 Arbitrage : Johannes Mutters | Spectateurs : 18 000 Arbitrage : Johannes Mutters |
|              | Rapport            |       |                   | Spectateurs : 18 000 Arbitrage : Johannes Mutters | Spectateurs : 18 000 Arbitrage : Johannes Mutters |

### Demi-finales

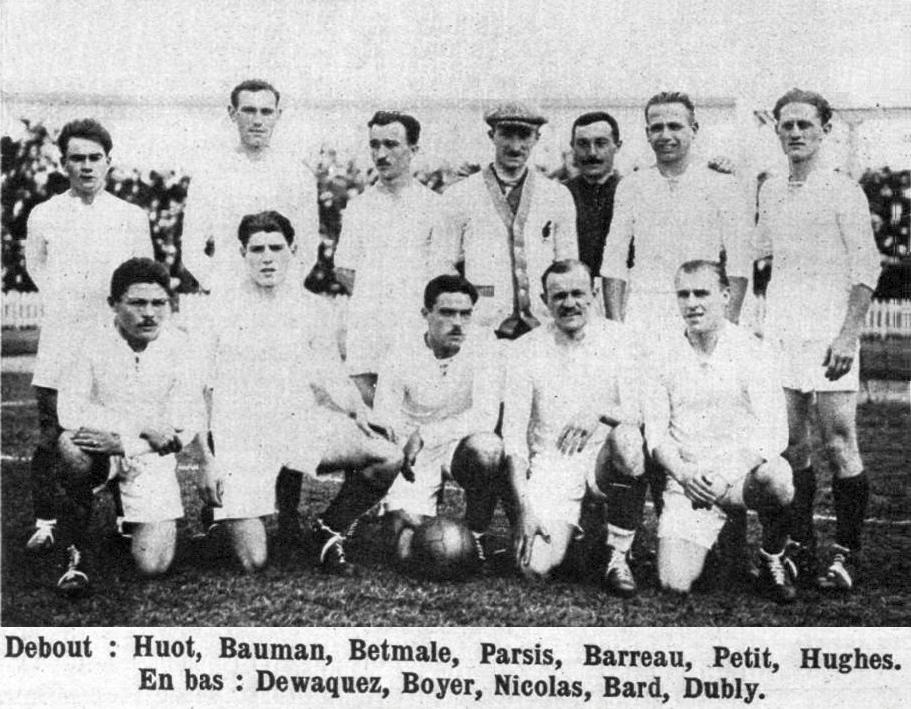
L'équipe de France demi-finaliste...

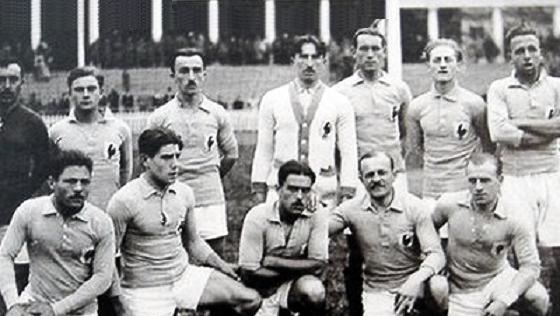
...des JO de 1920.

| 31 août 1920 | Tchécoslovaquie                 | 4 – 1 | France    | Stade olympique, Anvers                           |                                                   |
|              | Mazal 18e 75e 87e · Steiner 70e |       | 79e Boyer | Spectateurs : 12 000 Arbitrage : Johannes Mutters | Spectateurs : 12 000 Arbitrage : Johannes Mutters |
|              | Rapport                         |       |           | Spectateurs : 12 000 Arbitrage : Johannes Mutters | Spectateurs : 12 000 Arbitrage : Johannes Mutters |

| 31 août 1920 | Belgique                                | 3 – 0 | Pays-Bas | Stade olympique, Anvers                     |                                             |
|              | Larnoe 46e · Van Hege 55e · Bragard 85e |       |          | Spectateurs : 22 000 Arbitrage : John Lewis | Spectateurs : 22 000 Arbitrage : John Lewis |
|              | Rapport                                 |       |          | Spectateurs : 22 000 Arbitrage : John Lewis | Spectateurs : 22 000 Arbitrage : John Lewis |

### Finale
| 2 septembre 1920 | Belgique                      | 2 – 0 | Tchécoslovaquie (DSQ) | Stade olympique, Anvers                     |                                             |
| 13 h 00          | Coppée 6e (pen.) · Larnoe 30e |       |                       | Spectateurs : 35 000 Arbitrage : John Lewis | Spectateurs : 35 000 Arbitrage : John Lewis |
| 13 h 00          | Rapport                       |       |                       | Spectateurs : 35 000 Arbitrage : John Lewis | Spectateurs : 35 000 Arbitrage : John Lewis |

| Belgique | Tchécoslovaquie |

| Belgique : |  |                      |
|            |  |                      |
| GK         |  | Jean De Bie          |
| DF         |  | Armand Swartenbroeks |
| DF         |  | Oscar Verbeeck       |
| MF         |  | Joseph Musch         |
| MF         |  | Émile Hanse          |
| MF         |  | André Fierens        |
| FW         |  | Louis Van Hege       |
| FW         |  | Robert Coppée        |
| FW         |  | Mathieu Bragard      |
| FW         |  | Henri Larnoe         |
| FW         |  | Désiré Bastin        |

| Tchécoslovaquie : |  |                    |
|                   |  |                    |
| GK                |  | Rudolf Klapka      |
| DF                |  | Antonin Hojer      |
| DF                |  | Karel Steiner      |
| MF                |  | František Kolenatý |
| MF                |  | Karel Pešek        |
| MF                |  | Emil Seifert       |
| FW                |  | Josef Sedláček     |
| FW                |  | Antonin Janda      |
| FW                |  | Vaclav Pilát       |
| FW                |  | Jan Vaník          |
| FW                |  | Otakar Mazal       |

L'équipe tchécoslovaque abandonne le match à la 39e minute en se plaignant d'un arbitrage biaisé (exclusion controversée d'un de ses joueurs, Steiner). La victoire de la Belgique est validée sur le score de 2-0, tandis que la Tchécoslovaquie est disqualifiée et ne peut donc pas participer au tournoi pour les médailles d'argent et de bronze.

## Tournoi pour les médailles d'argent et de bronze
Cas unique dans les grands tournois de football, la formule choisie pour ces Jeux olympiques de 1920 est une adaptation du système Bergvall, avec un tournoi principal attribuant la médaille d'or, et un tournoi secondaire attribuant les médailles d'argent et de bronze.
Les participants au tournoi secondaire sont les équipes battues par le champion olympique au premier tour, en demi-finale et en finale, ainsi que les quatre quarts-de-finalistes perdants (dont l'équipe battue par le champion).
Ce tournoi comprend deux parties : un tournoi de repêchage avec les quatre quarts de finalistes perdants qui se déroule dans le même temps que le tournoi pour la médaille d'or, suivi d'une partie finale avec entrée en jeu des équipes vaincues par le champion olympique une fois celui-ci connu.
Le règlement prévoit aussi que si deux équipes qui se sont déjà rencontrées lors du tournoi principal sont amenées à se rencontrer à nouveau lors du tournoi secondaire, le match n'a pas lieu, le vainqueur étant celui qui l'a emporté lors du tournoi principal.
Cette formule particulière de tournoi élaborée autour du système Bergvall a pu entraîner certaines confusions dans les médias ainsi qu'au sein des délégations concernées. Elle a surtout montré ses limites avec des incohérences et des problèmes d'équité : en étant privé de tournoi secondaire, le demi-finaliste battu par le perdant de la finale pour la médaille d'or est de fait la seule équipe du top 8 du tournoi principal a ne pas avoir droit à une seconde chance après une première défaite. Certaines équipes vaincues au premier tour, comme la Yougoslavie battue par la Tchécoslovaquie, ont aussi dû attendre plusieurs jours avant d'être fixées et savoir si elles allaient participer ou non au tournoi pour les médailles d'argent et de bronze.

### Repêchages
Éliminés en quarts de finale du tournoi principal, l'Italie, la Norvège, l'Espagne, et la Suède se voient offrir une seconde chance en disputant les repêchages.

#### Demi-finales (premier tour)
| 31 août 1920 | Italie                 | 2 – 1 | Norvège      | Stadion Broodstraat, Anvers                  |                                              |
|              | Sardi 46e · Badini 96e |       | 41e Andersen | Spectateurs : 500 Arbitrage : Louis Fourgous | Spectateurs : 500 Arbitrage : Louis Fourgous |
|              | Rapport                |       |              | Spectateurs : 500 Arbitrage : Louis Fourgous | Spectateurs : 500 Arbitrage : Louis Fourgous |

| 1er septembre 1920 | Espagne                        | 2 – 1 | Suède    | Stadion Broodstraat, Anvers                    |                                                |
|                    | Belauste 51e · Gómez-Acedo 53e |       | Dahl 28e | Spectateurs : 1 500 Arbitrage : Giovanni Mauro | Spectateurs : 1 500 Arbitrage : Giovanni Mauro |
|                    | Rapport                        |       |          | Spectateurs : 1 500 Arbitrage : Giovanni Mauro | Spectateurs : 1 500 Arbitrage : Giovanni Mauro |

#### Finale (deuxième tour)
| 2 septembre 1920 | Espagne          | 2 - 0 | Italie | Stade olympique, Anvers                    |                                            |
|                  | Sesúmaga 43e 72e |       |        | Spectateurs : 10 000 Arbitrage : Paul Putz | Spectateurs : 10 000 Arbitrage : Paul Putz |
|                  | Rapport          |       |        | Spectateurs : 10 000 Arbitrage : Paul Putz | Spectateurs : 10 000 Arbitrage : Paul Putz |

Le vainqueur, l'Espagne, accède au troisième tour où elle est rejointe par les équipes battues par la Belgique, sacrée championne olympique le même jour.

### Demi-finales (troisième tour)
Ces demi-finales secondaires étaient prévues le 4 septembre 1920 mais aucune n'a été jouée. Elles devaient en effet théoriquement opposer :
- d'une part les Pays-Bas, demi-finalistes battus par la Belgique, à l'équipe battue au premier tour par la Belgique ;
- et d'autre part l'Espagne, vainqueur des repêchages, à la Tchécoslovaquie, finaliste du tournoi principal contre la Belgique.

Or, au premier tour principal la Belgique, exemptée, n'a battu aucun adversaire, ce qui fait que les Pays-Bas n'ont personne à affronter et sont donc directement qualifiés pour la finale, tout comme l'Espagne qui de son côté n'a pas à rencontrer la Tchécoslovaquie car cette dernière a été disqualifiée.

### Finale pour la médaille d'argent et la médaille de bronze
| 5 septembre 1920 | Espagne                        | 3 – 1 | Pays-Bas       | Stade olympique, Anvers                    |                                            |
|                  | Sesúmaga 7e 35e · Pichichi 72e |       | 68e Groosjohan | Spectateurs : 14 000 Arbitrage : Paul Putz | Spectateurs : 14 000 Arbitrage : Paul Putz |
|                  | Rapport                        |       |                | Spectateurs : 14 000 Arbitrage : Paul Putz | Spectateurs : 14 000 Arbitrage : Paul Putz |

## Match amical
Ce match ne faisait pas partie du tournoi mais a été organisé après l'élimination des deux équipes au premier tour du tournoi principal. Ce match était utile pour l'entraînement des Yougoslaves qui étaient dans l'attente du résultat de la finale pour la médaille d'or, une victoire de la Tchécoslovaquie leur aurait en effet permis de disputer le tournoi pour les médailles d'argent et de bronze.
| 2 septembre 1920 | Égypte                   | 4 - 2 | Yougoslavie       | Stade olympique, Anvers                         |                                                 |
|                  | Abaza · Allouba · Hegazi |       | Dubravčić · Ružić | Spectateurs : 500 Arbitrage : Raphaël van Praag | Spectateurs : 500 Arbitrage : Raphaël van Praag |
|                  | Report                   |       |                   | Spectateurs : 500 Arbitrage : Raphaël van Praag | Spectateurs : 500 Arbitrage : Raphaël van Praag |

## Médaillés

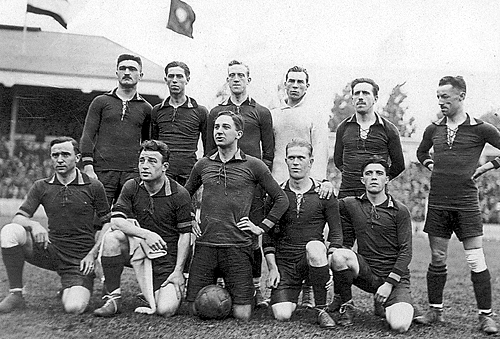
L'équipe belge lors de la finale.

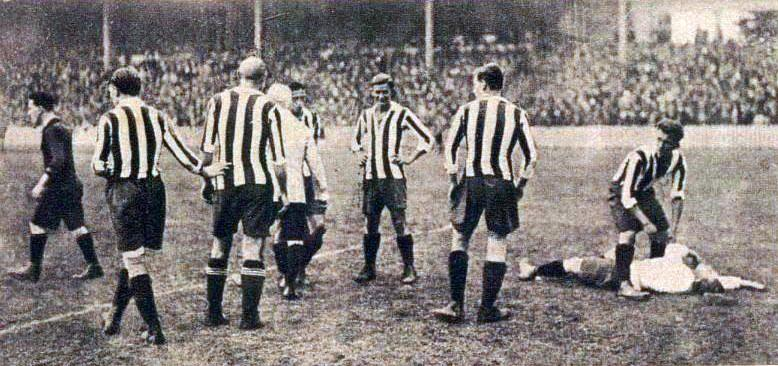
Finale Belgique-Tchécoslovaquie, le gardien tchèque est ici mis KO.

| Or | Argent | Bronze |
| Belgique - Félix Balyu - Désiré Bastin - Mathieu Bragard - Robert Coppée - Jean De Bie - André Fierens - Émile Hanse - Georges Hebdin - Louis Van Hege - Henri Larnoe - Joseph Musch - Fernand Nisot - Armand Swartenbroeks - Oscar Verbeeck Entraîneur : Raoul Daufresne | Espagne - Patricio Arabolaza - Mariano Arrate - Juan Artola - José María Belauste - Sabino Bilbao - Ramón Eguiazábal - Ramón Gil - Domingo Gómez-Acedo - Silverio Izaguirre - Luis Otero - Francisco Pagazaurtundúa - Pichichi - José Samitier - Agustín Sancho - Félix Sesúmaga - Pedro Vallana - Joaquín Vázquez - Ricardo Zamora Entraîneur : Francisco Bru | Pays-Bas - Arie Bieshaar - Leo Bosschart - Evert Bulder - Jaap Bulder - Harry Dénis - Jan van Dort - Ber Groosjohan - Felix von Heijden - Frits Kuipers - Dick MacNeill - Jan de Natris - Oscar van Rappard - Henk Steeman - Ben Verweij Entraîneur : Fred Warburton |

## Classement des buteurs

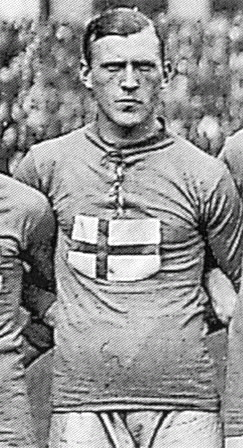
Meilleur buteur Herbert Karlsson

7 buts
- Herbert Karlsson

6 buts
- Antonín Janda

5 buts
- Ber Groosjohan

4 buts
- Robert Coppée
- Jan Vanik
- Félix Sesúmaga

3 buts
- Otakar Mazal
- Jaap Bulder
- Albin Dahl
- Albert Olsson

2 buts
- Henri Larnoe
- Sayed Abaza
- Jean Boyer
- Guglielmo Brezzi
- Einar Gundersen

1 but
- Mathieu Bragard
- Louis Van Hege
- Josef Sedláček
- Karel Steiner
- Hassan Allouba
- Hussein Hegazi
- Zaki Osman
- Henri Bard
- Paul Nicolas
- Fred Nicholas
- Emilio Badini
- Adolfo Baloncieri
- Enrico Sardi
- Jan de Natris
- Arne Andersen
- Einar Wilhelms
- Domingo Acedo
- Patricio Arabolaza
- Mariano Arrate
- José María Belauste
- Pichichi
- Ragnar Wicksell
- Artur Dubravčić
- Jovan Ružić